# Ингерманланд (линейный корабль, 1735)
«Ингерманланд» — парусный линейный корабль Балтийского флота Российской империи, один из кораблей типа «Слава России», участник русско-шведской войны 1741—1743 годов.

## Описание судна
Представитель серии парусных двухдечных линейных кораблей типа «Слава России», самой многочисленной и одной из самых удачных серий линейных кораблей Российского императорского флота. Корабли этой серии строились с 1733 по 1774 год на верфях Санкт-Петербурга и Архангельска и принимали участие во всех плаваниях и боевых действиях российского флота в период с 1734 по 1790 год. Всего в рамках серии было построено 58 линейных кораблей. Все корабли серии обладали высокими мореходными качествами, хорошей маневренностью и остойчивостью.
Водоизмещение корабля составляло 1200 тонн, длина по сведениям из различных источников от 46,5 до 47,4 метра, ширина от 12,3 до 12,65 метра, а осадка от 5,4 до 5,48 метра. Вооружение судна составляли 66 орудий, включавшие двадцатичетырёх-, двенадцати- и шестифунтовые пушки, а экипаж состоял из 600 человек. Скорость судна при свежем ветре могла достигать восьми узлов.
Корабль был назван в честь земель, расположенных в устье Невы и известных под названием Ингерманландии, которые были отвоёваны у шведов в начале Северной войны. Второй корабль в составе Российского императорского флота с таким именем.

## История службы
Линейный корабль «Ингерманланд» был заложен в Санкт-Петербургском адмиралтействе 14 (25) июня 1733 года и после спуска на воду 17 (28) августа 1735 года вошёл в состав Балтийского флота России. Строительство вёл корабельный мастер в ранге капитана 1-го ранга Г. А. Меньшиков.
В июле и августе 1736 года в составе отряда кораблей Балтийского флота выходил в практическое плавание в Финском заливе между Красной Горкой и мысом Стирсудден.
Принимал участие в русско-шведской войне 1741—1743 годов. Во время кампании 1741 года с июня вошел в состав эскадры, стоявшей на Кронштадтском рейде, и использовался для обучения экипажа, затем до 10 (21) ноября оставался на рейде для защиты Кронштадта с моря. В кампанию 1742 года с июня по октябрь в составе эскадры находился в крейсерском плавании в Финском заливе. Активных боевых действий суда эскадры не вели и на зимовку вернулись в Кронштадт. В 1743 году с мая по август в составе эскадры адмирала графа Н. Ф. Головина вновь принимал участие в крейсерском плавании в Финском заливе, а также в перестрелках с кораблями шведского флота у Гангута 7 (18) и 8 (19) июня.
В 1744 и 1746 годах в составе эскадр кораблей Балтийского флота выходил в практические плавания в Финский залив. 22 июля (2 августа) и 23 июля (3 августа) 1746 года также участвовал в показательных учениях у Ревеля.
По окончании службы в 1752 году корабль «Ингерманланд» был разобран в Кронштадте.

## Командиры корабля
Командирами линейного корабля «Ингерманланд» в разное время служили:
- капитан полковничьего ранга У. Вильстер (1736 год)[11];
- капитан полковничьего ранга И. Г. Черевин (1741—1743 годы)[12];
- капитан полковничьего ранга Д. Я. Лаптев (1744 год)[13];
- лейтенант Х. П. Лаптев (1746 год)[14].

### Комментарии
1. ↑  Также в серию входили два корабля «Северный Орёл» 1735 и 1763 годов постройки, два корабля «Ревель» 1735 и 1756 годов постройки, два корабля «Святой Пётр» 1741 (до 6 (17) декабря 1741 года назвался «Иоанн») и 1760 годов постройки, два корабля «Полтава» 1743 и 1754 годов постройки, два корабля «Святой Александр Невский» 1749 и 1762 годов постройки, два корабля «Москва» 1750 и 1760 годов постройки, корабли «Слава России» (головной корабль серии), «Основание Благополучия», «Леферм», «Счастие» (до 6 (17) декабря 1741 года назвался «Генералиссимус Российский»), «Благополучие» (до 6 (17) декабря 1741 года назвался «Правительница Российская»), «Екатерина», «Фридемакер», «Лесное», «Архангел Рафаил», «Святая великомученица Варвара», «Святой Сергий», «Святой Иоанн Златоуст» (в 1751 году был переименован в «Святой Иоанн Златоуст второй» в связи с постройкой одноимённого 80-пушечного корабля), «Архангел Гавриил», «Архангел Уриил», «Наталия», «Астрахань», «Рафаил», «Святой Иаков», «Не тронь меня», «Евстафий Плакида», «Святой Иануарий», «Саратов», «Тверь», «Трёх Иерархов», «Трёх святителей», «Европа», «Всеволод», «Ростислав», «Святой Георгий Победоносец», «Граф Орлов», «Память Евстафия», «Победа», «Виктор», «Вячеслав», «Дмитрий Донской», «Мироносиц», «Святой князь Владимир», «Александр Невский», «Борис и Глеб», «Преслава», «Дерись», «Ингерманландия», «Спиридон», корабль «Ингерманланд» 1752 года постройки и один корабль без названия 1758 года постройки.
2. ↑  155 футов 6 дюймов.
3. ↑  41 фут 6 дюймов.
4. ↑  18 футов.